# Diocesi di Carapeguá
La diocesi di Carapeguá (in latino Dioecesis Carapeguana) è una sede della Chiesa cattolica in Paraguay suffraganea dell'arcidiocesi di Asunción. Nel 2021 contava 235.839 battezzati su 259.550 abitanti. È retta dal vescovo Celestino Ocampo Gaona.

## Territorio
La diocesi comprende il dipartimento paraguaiano di Paraguarí.
Sede vescovile è la città di Carapeguá, dove si trova la cattedrale dell'Immacolata Concezione.
Il territorio si estende su 8.705 km² ed è suddiviso in 18 parrocchie.

## Storia
La diocesi è stata eretta il 5 giugno 1978 con la bolla Qui superno consilio di papa Paolo VI, ricavandone il territorio dall'arcidiocesi di Asunción e dalla diocesi di Villarrica (oggi diocesi di Villarrica del Espíritu Santo).

## Cronotassi dei vescovi
Si omettono i periodi di sede vacante non superiori ai 2 anni o non storicamente accertati.
- Ángel Nicolás Acha Duarte † (5 giugno 1978 - 24 giugno 1982 deceduto)
- Celso Yegros Estigarribia † (6 aprile 1983 - 10 luglio 2010 ritirato)
- Joaquín Hermes Robledo Romero (10 luglio 2010 succeduto - 4 luglio 2015 nominato vescovo di San Lorenzo)
  - Sede vacante (2015-2018)
- Celestino Ocampo Gaona, dal 16 giugno 2018

## Statistiche
La diocesi nel 2021 su una popolazione di 259.550 persone contava 235.839 battezzati, corrispondenti al 90,9% del totale.
| anno | popolazione | popolazione | popolazione | presbiteri | presbiteri | presbiteri | presbiteri                | diaconi | religiosi | religiosi | parrocchie |
| anno | battezzati  | totale      | %           | numero     | secolari   | regolari   | battezzati per presbitero | diaconi | uomini    | donne     | parrocchie |
| ---- | ----------- | ----------- | ----------- | ---------- | ---------- | ---------- | ------------------------- | ------- | --------- | --------- | ---------- |
| 1980 | 225.200     | 251.800     | 89,4        | 22         | 15         | 7          | 10.236                    |         | 15        | 39        | 17         |
| 1990 | 304.000     | 312.000     | 97,4        | 20         | 9          | 11         | 15.200                    |         | 27        | 66        | 17         |
| 1991 | 322.000     | 330.000     | 97,6        | 22         | 14         | 8          | 14.636                    |         | 16        | 61        | 17         |
| 2001 | 200.000     | 220.000     | 90,9        | 17         | 9          | 8          | 11.764                    | 1       | 8         | 47        | 17         |
| 2002 | 205.000     | 226.000     | 90,7        | 22         | 12         | 10         | 9.318                     | 1       | 11        | 43        | 17         |
| 2004 | 206.000     | 226.514     | 90,9        | 21         | 12         | 9          | 9.809                     |         | 9         | 52        | 17         |
| 2006 | 215.000     | 236.000     | 91,1        | 23         | 13         | 10         | 9.347                     |         | 11        | 42        | 17         |
| 2013 | 236.000     | 246.000     | 95,9        | 15         | 9          | 6          | 15.733                    |         | 12        | 49        | 17         |
| 2016 | 233.764     | 262.220     | 89,1        | 23         | 15         | 8          | 10.163                    |         | 16        | 45        | 17         |
| 2019 | 233.839     | 261.610     | 89,4        | 21         | 13         | 8          | 11.135                    |         | 16        | 48        | 18         |
| 2021 | 235.839     | 259.550     | 90,9        | 17         | 13         | 4          | 13.872                    |         | 8         | 42        | 18         |